# Кайль (комуна)
Кайль (люксемб. Keel, фр. Kayl, нім. Kayl) — комуна Люксембургу. Входить до складу кантону Еш-сюр-Альзетт в окрузі Люксембург.

## Географія
Площа території комуни становить 14,86 км² (85-е місце за цим показником серед 116 комун Люксембургу).
Висота найвищої точки комуни над рівнем моря складає 425 метрів (40-е місце за цим показником серед комун країни), найнижчої — 274 метрів (83-є місце).

## Демографія
Станом на 2011 рік на території комуни мешкало 7 918 ос.
Динаміка чисельності населення:

## Адміністративний поділ
До складу комуни входять такі поселення:
| Поселення | Населення за даними переписів: | Населення за даними переписів: | Населення за даними переписів: |
| Поселення | на 31.03.1981                  | на 01.03.1991                  | на 15.02.2001                  |
| --------- | ------------------------------ | ------------------------------ | ------------------------------ |
| Кайль     | 3 816                          | 3 888                          | 4 237                          |
| Тетанж    | 2 540                          | 2 404                          | 2 813                          |